# ژان گاتمن
برای افراد دیگر با همین نام، گاتمن (ابهام‌زدایی) را ببینید.
ژان گاتمن ((Iona) Jean Gottmann ۲۳ اکتبر ۱۹۱۵–۲۸ فوریه ۱۹۹۴ در آکسفورد) جغرافی‌دان اهل فرانسه بود. او بیشتر به دلیل مطالعات علمی در مورد منطقه شهری مگالاپلیس شمالشرق آمریکا شناخته شده‌است. سهم اصلی او در جغرافیای انسانی، در زمینه جغرافیای شهری، سیاسی، اقتصادی، تاریخی و منطقه ای بود. تخصص‌های منطقه ای او از فرانسه و مدیترانه تا ایالات متحده آمریکا، اسرائیل و ژاپن را شامل می‌شد.
گاتمن به عنوان دستیار پژوهشی پیرامون جغرافیای اقتصادی، تحت هدایت آلبرت دمانگن در سوربن شروع به فعالیت کرد؛ اما با حمله نازی‌ها به فرانسه و اساسنامه ۱۹۴۰ یهودیان که او را از استخدام عمومی ممنوع کرده بود، مجبور شد سمت خود را رها کند.
او در آمریکا پناهنده شد، جایی که کمک هزینه بنیاد راکفلر را برای شرکت در مؤسسه مطالعات پیشرفته در پرینستون، نیوجرسی را دریافت کرد.
در خلال جنگ، وی با مشاوره به هیئت جنگ اقتصادی در واشینگتن و سایر سازمان‌ها به آمریکا کمک کرد. او همچنین به دولت در تبعید «فرانسه آزاد» و انجمن علمی فرانسوی در مدرسه جدید تحقیقات اجتماعی پیوست. ایسیا بومان او را به عنوان استاد موقت در مؤسسه جدید جغرافیای دانشگاه جان هاپکینز استخدام کرد. در ۱۹۴۵ او به منظور کار برای وزارت اقتصاد به فرانسه بازگشت، و همچنین دو سال را به عنوان مدیر پژوهشی در سازمان ملل گذراند.
پس از جنگ، او در راستای توضیح جغرافیای انسان آمریکا به مردم فرانسه و جغرافیای اروپا به آمریکایی، شروع به سفر میان فرانسه و ایالات متحده کرد.
در طی دهه ۱۹۵۰، دکتر گاتمن تحت حمایت صندوق قرن بیستم، یک مطالعه برجسته چهار ساله، پیرامون شهرهای ساحل شمال شرقی آمریکا انجام داد. گزارش او یک مدل برای بررسی مناطق کوچکتر اما مشابه بود.
دکتر گاتمن در مطالعه ای که در سال ۱۹۶۱ به عنوان «مگا پولیس: ساحل شمال شرقی دریای شهری ایالات متحده» منتشر شد، نتیجه گرفت که منطقه «گهواره ای از نظم جدید در سازمان فضای مسکونی»
او گفت، مگاپولیس که از شمال بوستون به سمت جنوب واشینگتن کشیده شده‌است، ویژگی‌های بسیاری از یک شهر را به دست آورده و در سیاست‌ها، هنر، ارتباطات و اقتصاد ایالات متحده بسیار برجسته می‌باشد.
گرچه نگاه اولیه وی بسیار خوشبینانه بود، اما در یک نگاه برگشتی در سال ۱۹۷۵، دکتر گاتمن دیدگاه محتاطانه تری اتخاذ کرد. او گفت که بسیاری از شهرهای بزرگ و بزرگ آمریکا و خارج از کشور با چالش‌هایی مواجه شده‌اند که پیش‌بینی نشده‌اند. در این شهرها، در میان کاهش فرصت‌های شغلی و افزایش استرس انسانی، تقاضای غیرمنتظره برای خدمات اجتماعی شکل گرفته بود.
گاتمن معتقد است که «قدرت‌های محلی و تئوری برنامه‌ریزی به طور کلی برای مقابله با گرفتاری‌های وضعیت جدید سازگار نیستند». «این موزائیک شهرها از قطعات متنوع ولی ضعیف تنظیم شده‌است، که تضادهای بیشتری نسبت به هماهنگی ارائه می‌دهد. دگرگونی موجود در شهرهای آمریکا، نمایانگر پویایی یک جامعهٔ در جستجوی ساختارهای جدید و اخلاق جدید است».
در ۱۹۶۱ توسط فرناند برودل، کلود لوی اشتراوس و الکساندر کویر، برای حضور در دانشکده مطالعات عالی علوم اجتماعی واقع در پاریس دعوت شد و هفت سال بعد، یعنی در سال ۱۹۶۸ استاد جغرافیا و رئیس دانشکده جغرافیا دانشگاه آکسفورد شد. او پس از بازنشستگی به عنوان استاد بازنشسته تا پایان عمر خود در آکسفورد باقی ماند..